# Daniel Lind Lagerlöf
Daniel Magnus Gösta Lind, in arte Lagerlöf (Stoccolma, 6 febbraio 1969 – Tanumshede, 6 ottobre 2011), è stato un regista svedese.

## Biografia
È nato a Stoccolma nel 1969. Ha collaborato molti anni con i registi Bille August e Kjell Sundvall. È stato regista di molti film e serie TV di successo, tra cui Breaking Out (1999), con Björn Kjellman e Michael Nyqvist, e Skärgårdsdoktorn (1998), che ha segnato il suo debutto alla regia.
È scomparso improvvisamente il 6 ottobre 2011 insieme ad altri due membri della sua équipe mentre scattava delle foto e faceva ricerche per il suo prossimo film sulla costa della Svezia occidentale, non lontano da Tanumshede. Dopo due lunghi giorni di setacciate nella zona limitata della costa, il soccorso marittimo e militare ha sospeso le ricerche, ritenendo che i corpi fossero caduti in mare.

## Filmografia

### Cinema
- Breaking Out (Vägen ut) (1999)
- Hans och hennes (2001)
- Miffo (2003)
- Carambole (2005)
- Buss till Italien (2005)

### Televisione
- Skärgårdsdoktorn - serie TV, 4 episodi (1997-1998)
- S:t Mikael - serie TV (1998)
- Bekännelsen - film TV (2001)
- Beck - serie TV, episodi 2x06, 2x07 (2002)
- Medicinmannen - miniserie TV (2005)
- Svalan, katten, rosen, döden - film TV (2006)
- Pyramiden - film TV (2007)
- Ett gott parti - serie TV, 12 episodi (2007)
- Mannen under trappan - serie TV, episodio 1x01 (2009)
- Johan Falk - Operation Näktergal - film TV (2009)
- Johan Falk - De Fredlösa - film TV (2009)
- Bibliotekstjuven - serie TV, episodi 1x01, 1x02, 1x03 (2011)